# Charles Armstrong-Jones
Charles Armstrong-Jones, vicomte Linley, né le 1er juillet 1999 à Londres, au Royaume-Uni, est une personnalité britannique et membre de la famille royale. 
Il est vicomte Linley, titre subsidiaire de son père, qu'il détient comme héritier du comté de Snowdon.

## Biographie

### Famille
Charles Armstrong-Jones, né le 1er juillet 1999 au Portland Hospital à Londres, est le fils de David, comte de Snowdon et de Lady Serena Stanhope, fille du comte de Harrington. Il est le petit-fils de la princesse Margaret du Royaume-Uni, sœur cadette de la reine Élisabeth II, et du photographe Antony Armstrong-Jones, 1er comte de Snowdon, ainsi que l’arrière-petit-fils du roi George VI et de son épouse Elizabeth Bowes-Lyon. Il a une sœur cadette Margarita, née en 2002.
Au début des années 2000, il vit avec ses parents et sa grand-mère, la princesse Margaret jusqu’au décès de celle-ci, au palais de Kensington.
En 2012, sa grand-tante, la reine Élisabeth II, l'a nommé premier page d'honneur.
Depuis 2025, il est 27e dans l'ordre de succession au trône britannique.

### Éducation
Entre 2012 et 2017, il suit sa scolarité au Collège d'Eton. Il la poursuit à l'Université de Loughborough, étudiant l'ingénierie de conception de produits.

## Titulature
Conformément aux usages de la noblesse anglaise, il prend en 2017, à la mort de son grand-père Antony le titre subsidiaire « vicomte Linley », son père David devient le 2e comte de Snowdon.
- 1er juillet 1999 - 13 janvier 2017 : l’honorable Charles Armstrong-Jones ;
- depuis le 13 janvier 2017 : vicomte Linley.